# 西莫·克鲁尼奇
西莫·克鲁尼奇（Симо Крунић，1967年1月13日—），是一名塞尔维亚裔波黑足球教练，现在执教雅戈丁那。

## 球员生涯
1987年，克鲁尼奇在南斯拉夫球队FK萨拉热窝开始职业足球生涯，之后先后效力于哈斯尼加法莫斯、萨拉热窝泽列兹尼察和OFK贝尔格莱德。1994年转投西班牙足球乙级联赛球队马贝拉竞技，1996年加盟K联赛球队浦項製鐵。在南斯拉夫球队斯坦科姆库卡里基短暂停留后，他又先后效力于希腊的球队拉里萨、ILTEX狼和帕纳托利克斯。

## 教练生涯
克鲁尼奇在退役后成为一名足球教练，先后执教萨拉热窝泽列兹尼察、OFK贝尔格莱德、斯坦科姆库卡里基、因吉亚和雅戈丁那等球队。2011/12赛季，他率领雅戈丁那获得俱乐部历史上最好的成绩——塞超联赛第四名并进军欧洲赛场。2012/13赛季，雅戈丁那依然保持在联赛第四名，并在塞尔维亚杯决赛1比0击败伏伊伏丁那，首次捧得国内杯赛冠军。2013年6月3日，克鲁尼奇被任命为中国足球超级联赛球队大连阿尔滨的新任主教练。